# الرحلة رقم 831 التابعة لخطوط فيتنام الجوية
الرحلة 831 التابعة لخطوط فيتنام الجوية كانت رحلة ركاب دولية مجدولة من مطار نوي باي الدولي في هانوي، فيتنام، إلى مطار دون موينغ الدولي في بانكوك، تايلاند. في 9 سبتمبر 1988، تحطمت الطائرة أثناء اقترابها من الهبوط، مما أسفر عن مقتل معظم من كانوا على متنها. ويُعد هذا الحادث من بين أكثر حوادث الطيران دموية في تاريخ تايلاند.

## الحادث
أثناء تحليق الطائرة فوق العلامة الخارجية، هبطت إلى ما دون الحد الأدنى للارتفاع الآمن واصطدمت بالأرض. انفجرت الطائرة عند الارتطام، وتوزع الحطام على مساحة تزيد عن 500 متر (1,600 قدم).

## الركاب البارزون
من بين القتلى كان وزير الصحة العامة الفيتنامي هوي شوآن.